# Jean-Numa Ducange
Pour les articles homonymes, voir Ducange.
Jean-Numa Ducange est un historien français né le 8 septembre 1980, spécialiste de l'historiographie de la Révolution française, de l’histoire des gauches françaises et germanophones et de l’histoire des marxismes. Il est professeur en histoire contemporaine à l'université de Rouen, plus précisément en histoire politique et sociale des XIXe et XXe siècles en Europe. Il est co-rédacteur en chef de la revue Austriaca. Cahiers universitaires d'information sur l'Autriche et dirige depuis 2016 la revue Actuel Marx avec Guillaume Sibertin-Blanc.

## Biographie

### Formation
Il a soutenu sa thèse de doctorat en 2009 sous la direction de Paul Pasteur, thèse intitulée Élaborer, écrire et diffuser l’histoire de la « Grande Révolution française » dans les social-démocraties allemande et autrichienne (1889-1934). Il obtient son habilitation à diriger des recherches (HDR) en 2019, sur le thème Écrire l’histoire du socialisme : révolutions, marxismes, nations. Espérances et expériences (France, Allemagne, Autriche 1860-1920). Il devient en 2020 membre junior de l'Institut universitaire de France pour une durée de 5 ans.

### Activités
Il a animé avec Isabelle Garo, Stathis Kouvélakis et Jean Salem le Séminaire Marx au XXIe siècle (L’esprit et la lettre).
Il a été membre du comité de rédaction des Cahiers d'histoire. Revue d'histoire critique, où il a publié plusieurs articles.
Il rédige le chapitre introductif de Marx politique, La Dispute, 2015, en collaboration avec Isabelle Garo.
Il est membre du prix de la fondation Jean-Jaurès, qui récompense chaque année depuis 2000 le meilleur mémoire de recherche en histoire ou science politique sur l’histoire du mouvement socialiste.
Il fait partie du comité de rédaction de la Revue MOLCER, mouvement ouvrier luttes de classes & révolutions.

## Publications

### Ouvrages
- avec Gilles Candar : Paresse et Révolution - écrits 1880-1911, Tallandier, coll. dirigée par Jean-Claude Zylberstein, 431 p., novembre 2009
- avec Mohamed Fayçal Touati, Marx, l’histoire, les révolutions, Paris, La ville brûle, 2010.
- La Révolution française et la social-démocratie. Transmissions et usages politiques de l’histoire en Allemagne et Autriche (1889-1934), Rennes, Presses universitaires de Rennes, 2012 (thèse). (traduction en anglais, 2018)
- Michel Biard et Jean-Numa Ducange (dir.), Passeurs de révolution, Paris, SER, 2013, 136 p.
- La Gauche radicale en Europe, Éditions du Croquant, 2013 (en collaboration avec Philippe Marlière et Louis Weber).
- Jean-Numa Ducange, Julien Hage et Jean-Yves Mollier, Le Parti communiste français et le livre : écrire et diffuser le politique en France au XXe siècle (1920-1992), Dijon, Éditions universitaires de Dijon, 2014, 211 p.
- La Révolution française et l’histoire du monde. Deux siècles de débat historiques et politiques, 1815-1991, Paris, Armand Colin, coll. « U », 2014. (traduction en turc, 2023)
- avec Isabelle Garo (dir.), Marx politique, La Dispute, 2015.
- avec Razmig Keucheyan (dir.), La fin de l'État démocratique. Nicos Poulantzas, un marxisme pour le XXIe siècle, PUF, coll. « Actuel Marx Confrontation », 2016. (traduction en anglais, 2018, partiellement en grec, 2019)
- Jules Guesde. L’anti-Jaurès ?, Paris, Armand Colin, Nouvelles biographies historiques, 2017[6]. (traduction en anglais, 2020)
- avec Antony Burlaud (dir.), Marx, une passion française, La Découverte, 2018. (traduction en anglais, 2023)
- coordonné avec Chantal Jaquet et Mélanie Plouviez, La raison au service de la pratique. Hommage à André Tosel, Éditions Kimé, 2019.
- Marx à la plage. Le Capital dans un transat, Dunod, 2019 [compte rendu] (traduction en truc en en chinois complexe 2020)
- Quand la gauche pensait la nation. Nationalités et socialismes à la Belle époque, Paris, Fayard, 2021 [compte rendu]
- avec Razmig Keucheyan et Stéphanie Roza (dir.), Histoire globale des socialismes, XIXe – XXIe siècle, Paris, PUF, 2021.
- Marx de A à Z, présentation, Paris, Que-sais-je, coll. « A la lettre », 2021  (ISBN 978-2715407565) (traduction en arabe, 2024)
- La République ensanglantée. Berlin, Vienne : aux sources du nazisme, Armand Colin, coll. « Mnémosya », 2022  (ISBN 9782200631772) [compte rendu] (traduction en polonais, 2024)
- Rosa Luxembourg. Une femme en révolutions, Calype, 2023, 110 p.
- Jean Jaurès , Perrin, coll. « Biographies », 2024, 464 p.[7],[8] (Grand prix de la biographie historique de l'Académie française 2025)
- Les marxismes , coll. « Que sais-je ? », 2025.

### Sélection d'articles
- Pour la Fondation Jean-Jaurès, « Paul Lafargue, cent ans après… », Le Monde, 2011.
- « Réceptions de Marx en Europe avant 1914 », Introduction aux Cahiers d'histoire. Revue d'histoire critique, no 114, 2011, p. 11-17.
- « Une Europe socialiste est-elle possible ? Retour sur un débat centenaire » in L'Intérêt général no 4, pages 18–21, avril 2019.